# Leocares

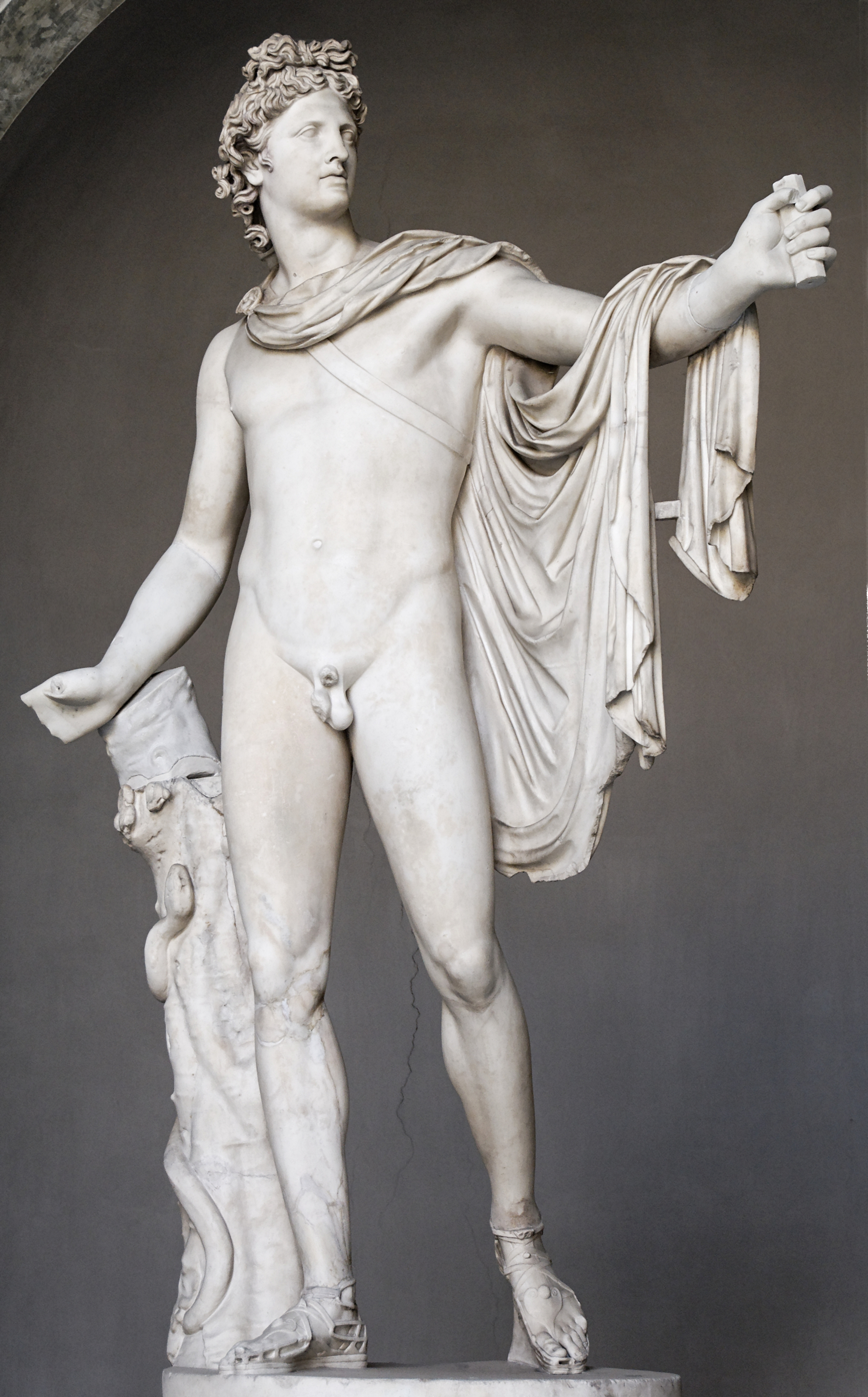
O Apolo de Belvedere

Leocares (em grego Λεωχάρης) foi um escultor grego, que viveu no século IV a.C., sendo ativo principalmente em Atenas entre 360 e 320 a.C., onde se encontraram várias bases de esculturas com seu nome gravado. Trabalhou na construção do mausoléu de Halicarnasso, uma das sete maravilhas do mundo antigo. 
Ele também é tido como criador das seguintes obras:
- O Apolo Belvedere, guardado no Vaticano,
- A Diana de Versalhes, hoje no Louvre,
- O Zeus tonante dos Museus Capitolinos,
- O grupo da Águia de Zeus raptando Ganimedes (Vaticano),
- As estátuas criselefantinas do Filipeion de Olímpia,
- O grupo da caça ao leão de Delfos, em colaboração con Lisipo.
- Uma estátua de Zeus e uma demos  localizada no porto do Pireu à época de Pausânias (geógrafo)[3].
- Uma estátua de Apolo em Cerâmico[4].